# 平成27年台風第24号
平成27年台風第24号（へいせい27ねんたいふうだい24ごう、アジア名：Koppu、命名：日本、意味：コップ座、フィリピン名：Lando）は2015年（平成27年）10月13日に発生した台風。

## 概要

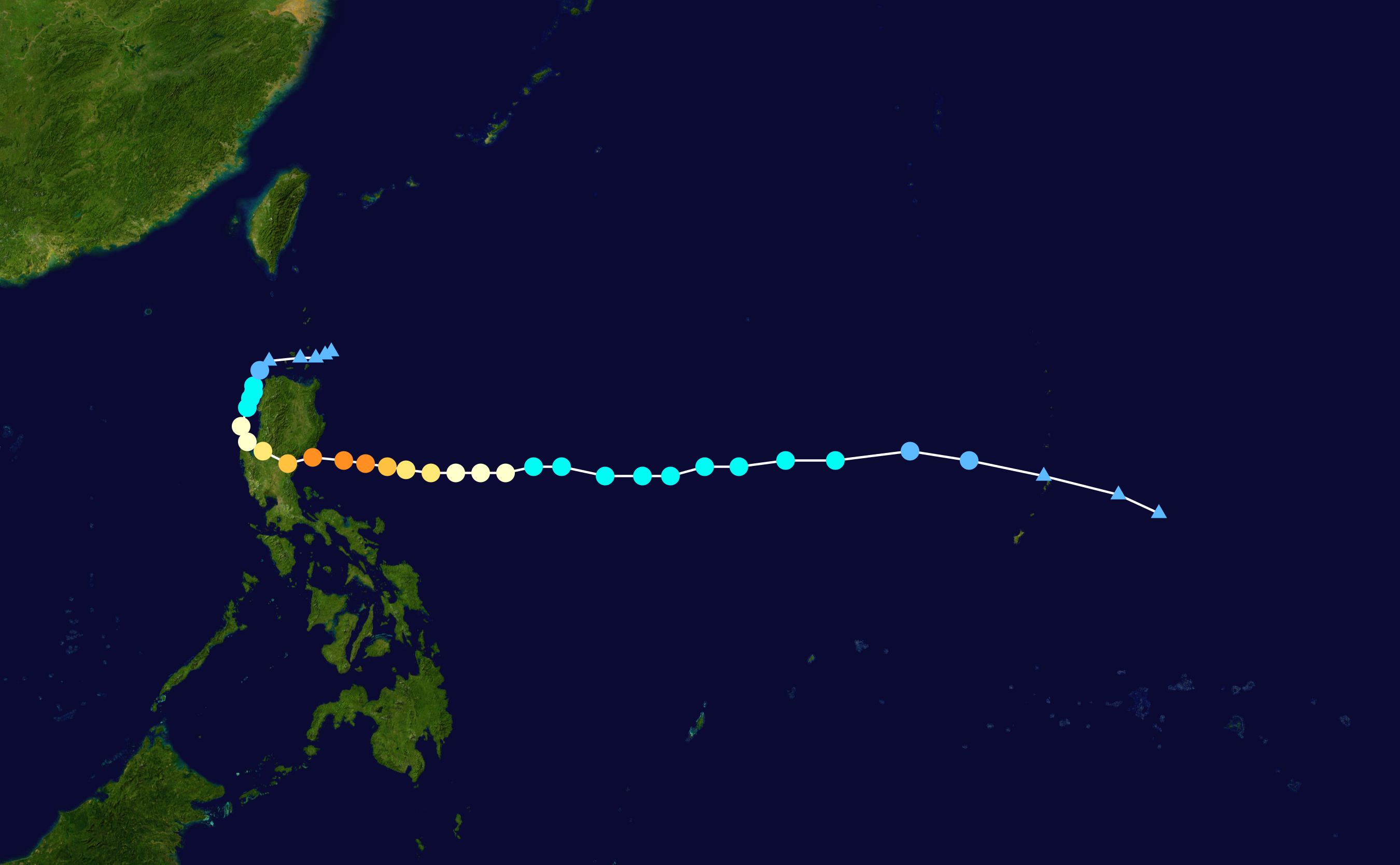
台風の進路

10月11日にグアム島の東の海上で形成が始まった熱帯擾乱が発達し、合同台風警報センター（JTWC）は熱帯低気圧形勢警報（TCFA）を発して観測を開始。13日に熱帯低気圧の勢力に成長したため、JTWCは熱帯低気圧番号24Wを割り当てた。24Wは10月13日21時（協定世界時13日12時）にフィリピンの東の北緯16度00分、東経139度10分で台風となり、アジア名コップ（Koppu）と命名された。命名国は日本で、その由来はコップ座。
フィリピンでは熱帯低気圧だった12日の段階でアドバイザリーを発するなどしていたが、西進した台風が14日午後に監視領域に達したため、フィリピン大気地球物理天文局（PAGASA）はフィリピン名ランドー（Lando）と命名。台風はフィリピン海を西進し、16日には最大風速35メートル（70ノット）の「強い」台風へ、17日には風速45メートル（85ノット）の「非常に強い」台風へとその勢力を強めて、現地時間18日1時ごろ（日本時間18日2時ごろ）にルソン島・アウロラ州北部のカシグランから上陸した。台風はルソン島で停滞したのち南シナ海へ抜けてから北上。バシー海峡を東進して21日15時（協定世界時21日6時）に北緯20度、東経123度で熱帯低気圧になった。

## 影響

### フィリピン

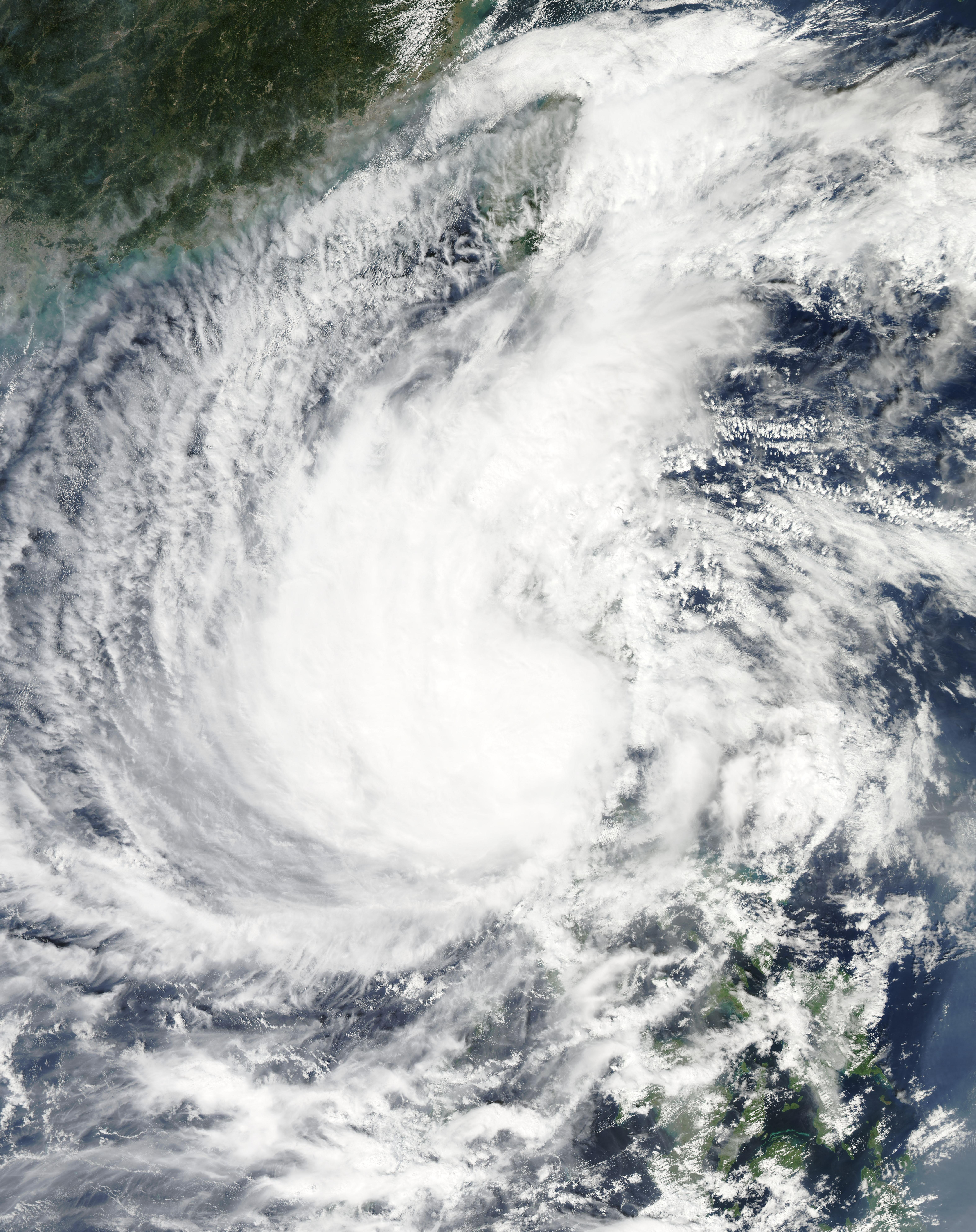
10月18日、ルソン島付近の台風24号

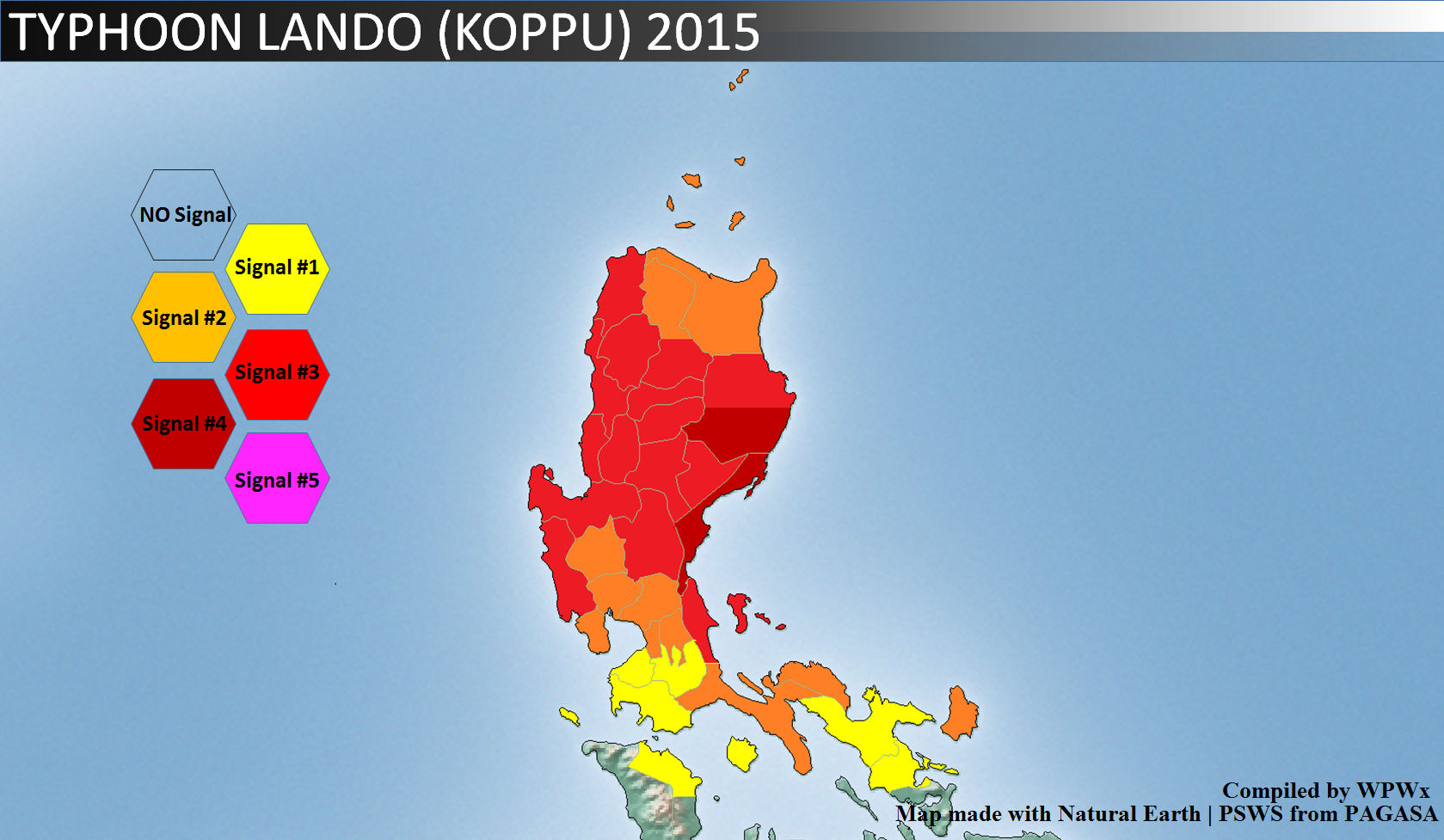
暴風雨警報の状況

15日に各政府機関が対応を開始。同日ルソン島にシグナル1の暴風雨警報 (PSWS)が発令され、17日午前にはアウロラ州やイサベラ州など8州でシグナル3となり、17日午後にはアウロラ州でシグナル4が、同日夜には一時イサベラ州南部でもシグナル4が発せられた。
11月3日までの集計では約24,000人が事前避難し、被災者は約312万人。洪水が938ヶ所、溺死6件、地滑り4件などのほか、倒れた壁や樹木による被害、感電事故などが発生し、死者48名、負傷者83名、行方不明4名。住宅被害は137,680棟。確認されている被害額は約110億フィリピンペソ（約285億円）となっている。
被害が甚大であったため、PAGASAはフィリピン名のランドー（Lando）を台風名のリストから削除し、リウェイウェイ（Liwayway）へと置き換えた
。

## ギャラリー

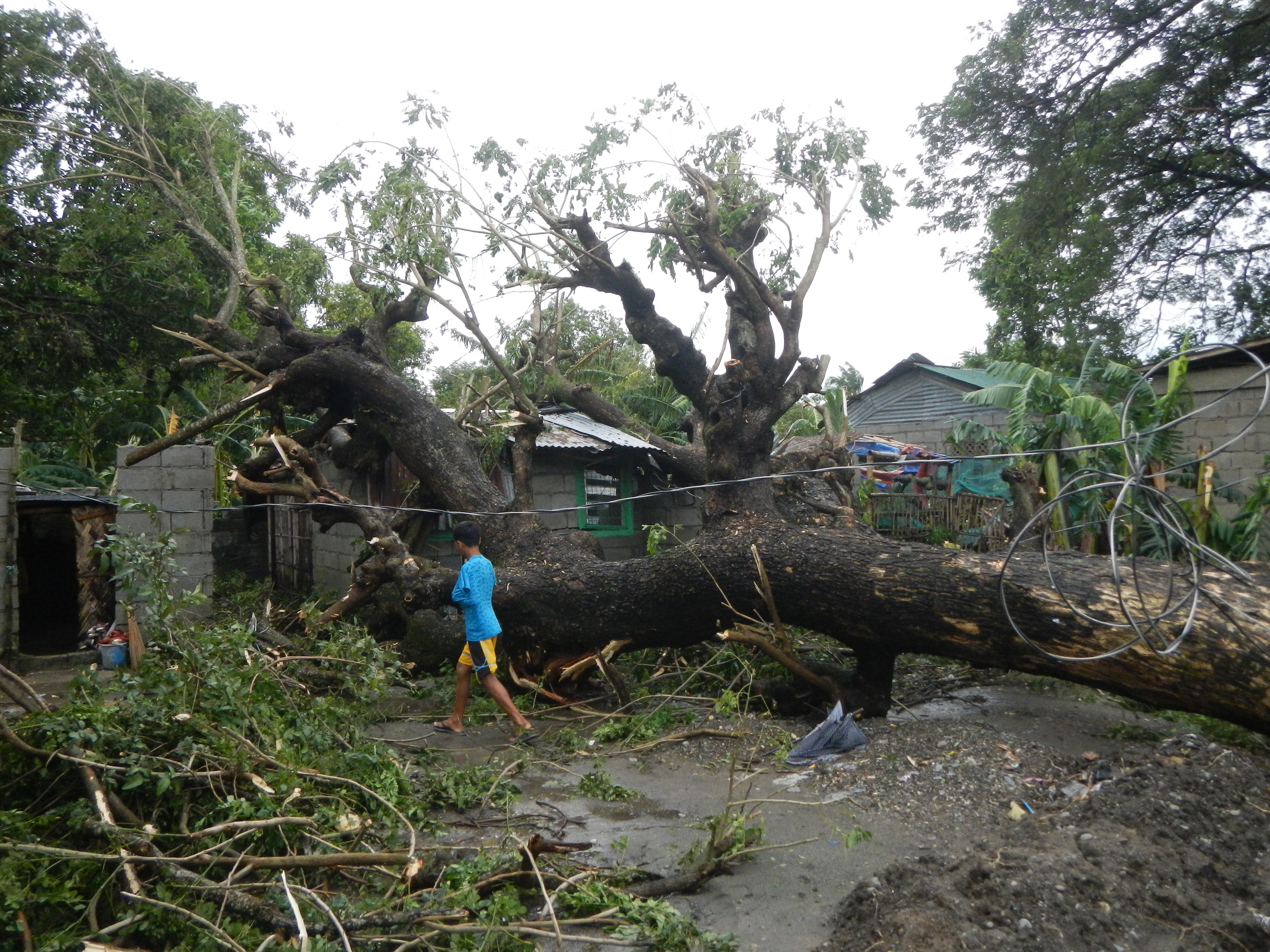
根刮ぎ倒された樹木
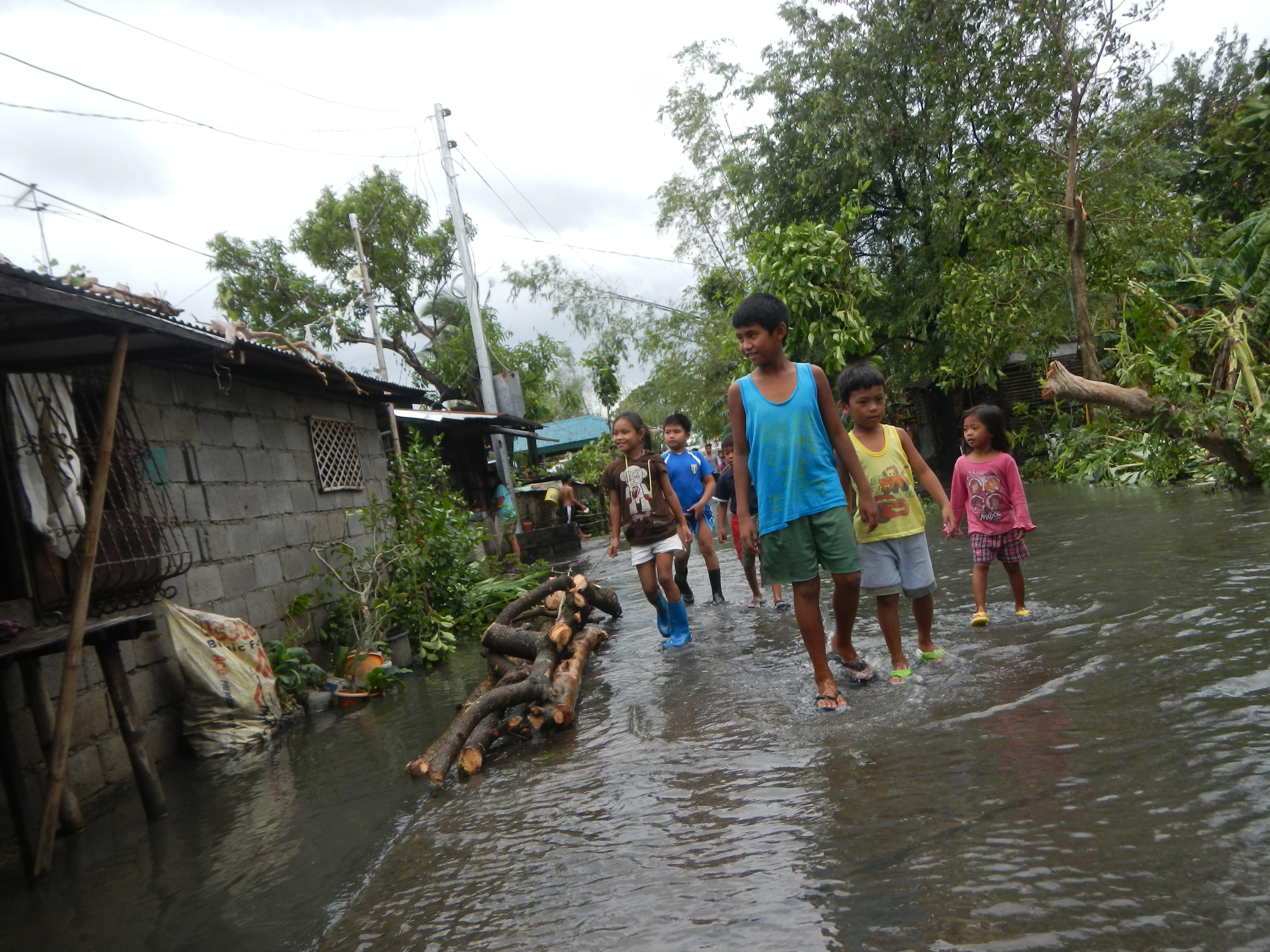
冠水した道を歩く子供たち
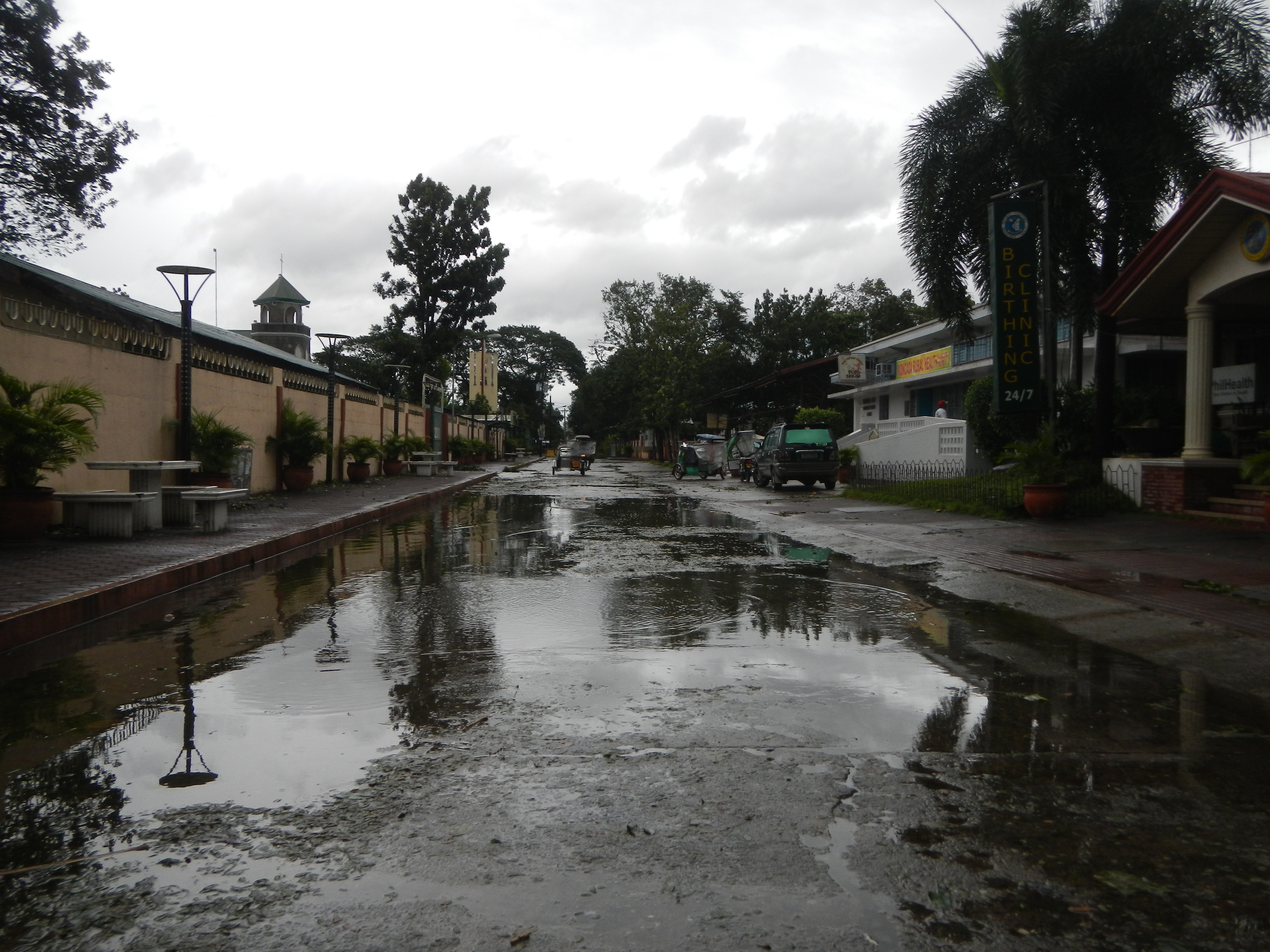
水が引きかけたマッカーサー道路
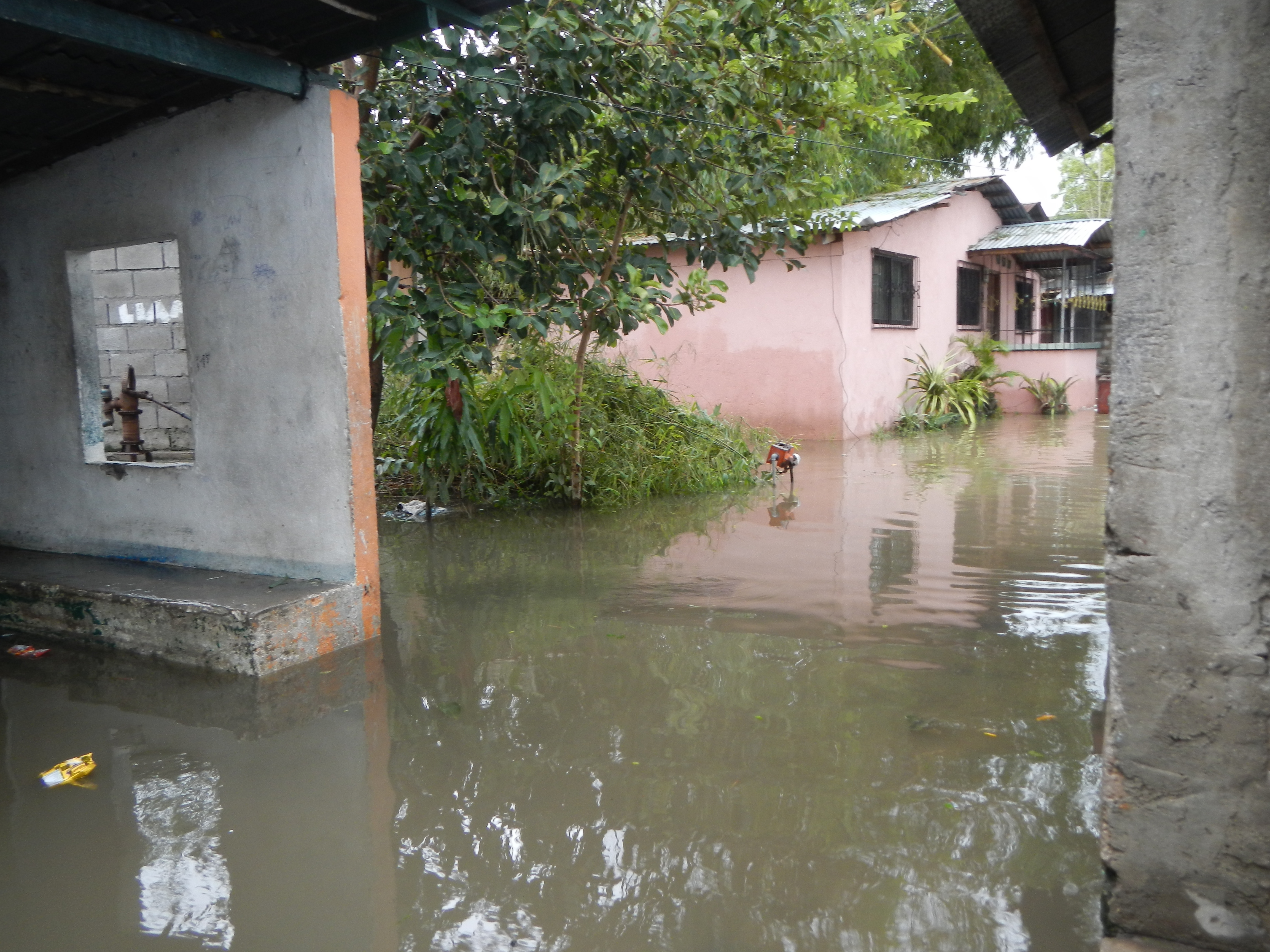
冠水した住宅

画像はいずれもタルラック州モンカダ（10月19日）

## その他
この台風のアジア名Koppuは、この台風限りで使用中止となり、次順からはKogumaというアジア名が使用されることになった。